# 平林勝芳
平林 勝芳（ひらばやし かつよし）は、BSN新潟放送の元アナウンサー。

## 人物
東京都文京区出身。1964年入局。